# Hinos do Equador
Hinos do Equador é o título do livro do poeta brasileiro Castro Alves, publicado postumamente com versos reunidos por Afrânio Peixoto em "Obras Completas de Castro Alves", de 1921.

## Hinos do Equador como coletânea
Segundo Manuel Bandeira o poeta "deixou ainda outras poesias avulsas que era sua intenção reunir em outro livro intitulado Hinos do Equador" que se seguiriam a Espumas Flutuantes publicado em vida em 1870 e a Os Escravos (também póstumo) do qual deveria fazer parte o poema A Cachoeira de Paulo Afonso, como arremate e que também foi publicado após sua morte.
Afrânio Peixoto, na edição das "Obras Completas de Castro Alves", registrou que o poeta "destinava este título - Hinos do Equador - ao seu segundo volume de cantos esparsos, se tivesse vida para o publicar", muitos dos quais haviam sidos por ele excluídos de Espumas Flutuantes, ao quais se juntariam composições realizadas após a publicação desta obra.
Peixoto aventa, ainda, que talvez o caráter exigente do poeta faria fossem excluídos muitos dos versos que ele reunira sob esse título - mas que "a nós seria impiedade fazê-lo" e pede que se considere "a data temporã, da adolescência, em que tantas foram compostas" que "armará à indulgência do leitor e ao crítico dará elementos de apreciação sobre o desenvolvimento do maior de nossos poetas"; para referendar o que disse, Peixoto diz que o próprio Castro Alves deixara ao lado do manuscrito do poema "Humaitá" a recomendação: "não se publica" - mas que estes versos ele "improvisara, sob aplausos, da sacada de um diário carioca, em dia de entusiasmo popular"; se não se justificaria sua publicação pela qualidade literária, tal desculpa não se poderia dar, quando se fazia uma edição das obras completas. Arremata Peixoto que neste livro se encontrará desde o jovem poeta, ainda menino, até o final "da invalidez, da enfermidade, na sua lenta agonia de sol, grande, mas já sem calor".
Na coletânea feita por Afrânio Peixoto este dividiu esta obra com vários poemas sob o título de "Juvenília", do qual a última poesia - "A Atriz Eugênia Câmara", até então inédita, fora obtido "pelo Dr. José Mário da Silva Freire, que recolheu de uma publicação ora perdida". Já a edição organizada por Bandeira Duarte em 1940, o último deles é o de título "Gesso e Bronze".

## Lista de poemas
Variando conforme a edição, estes são os poemas publicados nas edições da "Obras Completas de Castro Alves" por Afrânio Peixoto (assinaladas na coluna "OCCA"), e as contidas em "Espumas Flutuantes e Hinos do Equador" (assinaladas na coluna "EFHE"), ambas com ordem distinta de distribuição das poesias.
Com seus títulos atualizados ortograficamente, a lista contém o local e a data da composição, quando estas foram adicionadas pelo poeta.
| Título                                                   | OCCA | EFHE | Local                | Data                   | Observações |
| -------------------------------------------------------- | ---- | ---- | -------------------- | ---------------------- | --- |
| Destruição de Jerusalém                                  | X    | X*   | Recife               | 1862                   | *Bandeira Duarte a transcreve em "Juvenília". |
| Pesadelo                                                 | X    | X*   | Recife               | 1863 (maio)            | *Bandeira Duarte a transcreve em "Juvenília". |
| Meu Segredo                                              | X    | X    | Recife               | 1863 (junho)           | |
| Cansaço                                                  | X    | X*   | Recife               | 1863 (7 de outubro)    | *Bandeira Duarte a transcreve em "Juvenília". |
| Noite de Amor                                            | X    | X*   | Salvador             | 1863                   | *Bandeira Duarte a transcreve em "Juvenília". |
| Fragmento                                                | X    | X*   | —                    | —                      | *Bandeira Duarte a transcreve em "Juvenília". |
| Aos Estudantes Voluntários                               | X    | X    | Recife               | 1865                   | Declamado no Teatro Santa Isabel |
| Capricho                                                 | X    | X*   | Recife               | 1863                   | *Bandeira Duarte a transcreve em "Juvenília". |
| Exortação                                                | X    | X*   | —                    | 1863                   | Título original inexistente, atribuído por A. Peixoto. *Bandeira Duarte a transcreve em "Juvenília".                                                    |
| Martírio                                                 | X    | X*   | —                    | 1863                   | Título original inexistente, atribuído por A. Peixoto. *Bandeira Duarte a transcreve em "Juvenília".                                                    |
| Não Sabes                                                | X    | X*   | Bahia                | 1863 (11 de novembro)  | *Bandeira Duarte a transcreve em "Juvenília". |
| Pensamento de Amor                                       | X    | X    | Bahia                | 1863                   | Este poema, com outros títulos, foi publicado em edições distintas da obra do poeta.                                                                    |
| A Eugênia Câmara                                         | X    | X    | Recife               | 1866                   | |
| Sonho da Boemia Dama Negra                               | X    | X    | Recife               | 1866                   | Publicada em "Poesias" (Salvador, 1913) como "Sonho". "Dama Negra" = Eugênia Câmara                                                                     |
| Horas de Martírio Dama Negra                             | X    | X    | Recife               | 1866 (julho)           | "Dama Negra" = Eugênia Câmara; escrito no "Convento de S. Francisco"                                                                                    |
| Amar e Ser Amado                                         | X    | X    | —                    | —                      | |
| Amemos! Dama Negra                                       | X    | X    | Recife               | 1866 (julho)           | "Dama Negra" = Eugênia Câmara |
| Tríplice Diadema                                         | X    | X    | Recife               | 1866 (agosto)          | Com alteração nas estrofes, foi publicado em 1913. |
| Fatalidade Dama Negra                                    | X    | X    | Recife               | 1866 (outubro)         | "Dama Negra" = Eugênia Câmara; publicada em 1870, em S. Paulo.                                                                                          |
| Poeta                                                    | X    | X    | Rio de Janeiro       | 1868 (fevereiro)       | |
| Pesadelo de Humaitá                                      | X    | X    | Rio de Janeiro       | 1868 (março)           | Recitado à sacada do Diário do Rio de Janeiro, neste publicado na edição de 5 de março.                                                                 |
| Elegia                                                   | X    |      | —                    | —                      | Tradução de poema de Alphonse de Lamartine |
| Penso em Ti                                              | X    | X    | —                    | —                      | A. Peixoto supõe ter sido composta em São Paulo, 1868                                                                                                   |
| Palavras de um Conservador A Propósito de um Perturbador | X    |      | São Paulo            | 1868 (1 de agosto)     | Os versos são paráfrase de poema de Victor Hugo |
| A Olímpio                                                | X    |      | São Paulo            | 1868 (agosto)          | Tradução de versos de Victor Hugo |
| A Balada do Desesperado                                  | X    |      | São Paulo            | 1868                   | Tradução de versos de Henri Murger |
| Pássaro Viajante                                         | X    |      | —                    | —                      | Tradução de poema de Guillermo Blest Gana |
| O Junco e o Cipreste                                     | X    |      | —                    | —                      | Tradução de poema de Guillermo Blest Gana |
| Adeus                                                    | X    | X    | Rio de Janeiro       | 1869 (17 de novembro)  | Poema inspirado em Eugênia Câmara, que também em versos escreveu uma resposta.                                                                          |
| Horas de Saudade                                         | X    | X    | —                    | 1870 (2 de abril)      | Com variantes, foi publicada no livro "Raios Sem Luz" do irmão do poeta, Guilherme, como sendo dele.                                                    |
| A Capela do Almeida                                      | X    | X    | Conceição do Almeida | 1870                   | Oferecido ao capitão José Leandro Gesteira, daquela então vila baiana.                                                                                  |
| Numa Página                                              | X    | X    | Curralinho           | 1870                   | Estrofe contida num caderno, título atribuído por A. Peixoto                                                                                            |
| A D. Joanna                                              | X    | X    | Curralinho           | 1870 (22 de abril)     | Dedicado a Joanna de Castro Tanajura |
| Fé, Esperança e Caridade                                 | X    | X    | Curralinho           | 1870 (20 de junho)     | |
| Madri                                                    | X    |      | Santa Isabel         | 1870 (27 de julho)     | Tradução livre de Alfred de Musset |
| Veneza                                                   | X    |      | Santa Isabel         | 1870 (27 de julho)     | Tradução livre de Alfred de Musset |
| Chanson                                                  | X    |      | Santa Isabel         | 1870 (11 de agosto)    | Tradução livre de Alfred de Musset |
| Se Eu Te Dissesse                                        | X    | X    | Santa Isabel         | 1870 (15 de agosto)    | |
| Otávio                                                   | X    |      | Santa Isabel         | 1870 (30 de agosto)    | Tradução de Alfred de Musset |
| Depois da Leitura de um Poema                            | X    | X    | Bahia                | 1870 (2 de outubro)    | Dedicado ao dr. Luís Álvares dos Santos, em sessão literária.                                                                                           |
| A Cestinha de Costura                                    | X    | X    | Salvador             | 1870 (outubro)         | Dedicado a Brasília de Souza Vieira (m. 1927) |
| Deusa Incruenta                                          | X    | X    | Salvador             | 1870 (11 de outubro)   | Recitada no Teatro São João no dia seguinte à composição por amigo do poeta, que já não tinha mais forças para fazê-lo.                                 |
| Epitáfio                                                 | X    | X    | —                    | 1870 (15 de novembro)  | Estrofe feita sob encomenda. |
| Menina e Moça                                            | X    | X    | Salvador             | 1870 (19 de novembro)  | |
| A Violeta                                                | X    | X    | —                    | — (23 de janeiro)      | Versos possivelmente dedicados a Agnese Trinei Murri |
| Canção de Gounod                                         | X    | X    | Salvador             | 1871                   | Sua irmã aditou uma nota: "a D. Agnese Murri, imitação de Victor Hugo, para ela cantar"                                                                 |
| No Meeting du Comité du Pain                             | X    | X    | —                    | 1871 (9 de fevereiro)  | Versos dedicados à colheita de fundos para as vítimas da Guerra Franco-Prussiana; foi traduzido para o francês pelo Conde A. Varin d'Ainvelle, em 1919. |
| Diabo Mundo                                              | X    |      | Salvador             | 1871 (20 de fevereiro) | Tradução de versos de José de Espronceda |
| Durante um Temporal                                      | X    | X    | —                    | 1871 (2 de março)      | Poema com três versões conhecidas; dedicado a Agnese Murri.                                                                                             |
| Consuelo                                                 | X    | X    | Salvador             | 1871 (20 de março)     | Dedicado a Agnese Murri |
| Versos para Música                                       | X    | X    | —                    | 1871 (10 de abril)     | Dedicado a Agnese Murri |
| No Camarote                                              | X    | X    | —                    | 1871 (14 de abril)     | Possivelmente a Agnese Murri |
| A Um Coração                                             | X    | X    | —                    | 1871 (maio)            | Possivelmente a Agnese Murri |
| Noite de Maio                                            | X    | X    | —                    | 1871 (7 de maio)       | |
| Longe de Ti                                              | X    | X    | Bahia                | 1871                   | O poeta aqui "reescreveu" os versos de "Horas de Martírio", dedicados a Eugênia Câmara, dedicando-os a A. Murri nestes.                                 |
| Virgem dos Últimos Amores                                | X    | X    | Salvador             | 1871 (25 de maio)      | Versos a Agnese Murri, já próximo da morte. Em Bandeira Duarte "A Virgem dos..."                                                                        |
| A Minha Irmã Adelaide                                    | X    | X    | Salvador             | 1871 (29 de maio)      | A Adelaide de Castro Alves Guimarães. |
| Remorsos                                                 | X    | X    | Salvador             | 1871 (31 de maio)      | A Agnese Murri. |
| Em Que Pensas                                            | X    | X    | Salvador             | 1871 (1 de julho)      | A Agnese Murri. |
| Aquela Mão                                               | X    | X    | Salvador             | 1871 (2 de junho)      | A Agnese Murri. |
| Rezas                                                    | X    | X    | Salvador             | 1871 (2 de junho)      | Embora a data do autógrafo dá-se em 1871, ela já era conhecida em São Paulo desde 1868, segundo A. Peixoto.                                             |
| Gesso e Bronze                                           | X    | X    | —                    | 1871 (15 de junho)     | A Agnese Murri. |

### Juvenília
| Título                                  | OCCA | EFHE | Local                  | Data                 | Observações |
| --------------------------------------- | ---- | ---- | ---------------------- | -------------------- | --- |
| Ao Natalício...                         | X    | X    | Bahia (Ginásio Baiano) | 1860 (9 de setembro) | O título completo: Ao Natalício do meu diretor o Ilmo. Sr. Doutor Abílio César Borges.                                                                                              |
| Poesia...                               | X    | X    | —                      | —                    | O título completo: Poesia recitada pelo aluno Antônio de Castro Alves no outeiro que teve lugar no Ginásio Baiano a 3 de julho de 1861. Publicada originalmente em obra do colégio. |
| Sonetos Aos anos do meu prezado Diretor | X    | X    | —                      | —                    | Publicada originalmente em obra do Ginásio Baiano, Salvador, 1861. |
| Ao Dia Sete de Setembro                 | X    | X    | Bahia (Ginásio Baiano) | 1861 (7 de setembro) | Publicada originalmente em obra do Ginásio Baiano, Salvador, 1861. |
| Ao Sr. Furtado Coelho                   | X    | X    | Pernambuco             | 1863 (16 de abril)   | |
| Ao Dous de Julho                        | X    | X    | Recife                 | 1864                 | |
| O Povo ao Poder                         | X    |      | Recife                 | 1864                 | Improviso; transcrito por A. Peixoto a partir de declamação feita por M. Tavares Cavalcanti.                                                                                        |
| Ao Violinista F. Muniz Barreto Filho    | X    | X    | Recife                 | 1865                 | Improviso, transmitido por Gaspar Regueira Costa. |
| Improviso (À Mocidade Acadêmica)        | X    |      | —                      | —                    | Por ocasião da prisão de Ambrósio Portugal, no Recife |
| Num Álbum                               | X    |      | —                      | 1865 (março)         | Publicado originalmente no Rio de Janeiro, em 1924. |
| A Adelaide Amaral                       | X    | X    | —                      | —                    | Publicado na obra "Castro Alves em Pernambuco", de Alfredo de Carvalho, 1905 |
| Fados Contrários                        | X    | X    | —                      | 1865 (14 de outubro) | |
| A Atriz Eugênia Câmara                  | X    |      | Recife                 | 1866                 | |